# Inulec
Inulec (niem. Inulzen, 1938–1945 Neufasten) – wieś w Polsce położona w województwie warmińsko-mazurskim, w powiecie mrągowskim, w gminie Mikołajki.
W latach 1975–1998 miejscowość administracyjnie należała do województwa suwalskiego.
W roku 2021 we wsi mieszkało 76 osób, z czego 52.6% stanowiły kobiety, a 47.4% mężczyźni.
Przez miejscowość przebiega droga krajowa nr 16. 